# Neolaparus marginatus
Neolaparus marginatus är en tvåvingeart som beskrevs av Hull 1967. Neolaparus marginatus ingår i släktet Neolaparus och familjen rovflugor.
Artens utbredningsområde är Lesotho. Inga underarter finns listade i Catalogue of Life.